# Красне (Адигея)
Красне (рос. Красное; адиг. Плъыжьы) — село Теучезького району Адигеї Росії. Входить до складу Ассоколайського сільського поселення.
Населення — 319 осіб (2015 рік).